# Перлівка (Воронезька область)
Перлівка (рос. Перлёвка) — село у Семилуцькому районі Воронезької області Російської Федерації.
Населення становить 1123 особи. Входить до складу муніципального утворення Перлевське сільське поселення.

## Історія
Населений пункт розташований у історичному регіоні Чорнозем'я. Від 1925 року належить до Семилуцького району, спочатку в складі Центрально-Чорноземної області, а від 1934 року — Воронезької області.
Згідно із законом від 15 жовтня 2004 року входить до складу муніципального утворення Перлевське сільське поселення.

## Населення
| 2010  | 2012  | 2013  | 2014  | 2015  | 2016  | 2017  |
| ----- | ----- | ----- | ----- | ----- | ----- | ----- |
| 1217  | ↘1188 | ↘1168 | ↘1131 | ↗1157 | ↘1149 | ↘1139 |
| 2018  |       |       |       |       |       |       |
| ↘1123 |       |       |       |       |       |       |